# 長縄まりあ
長縄 まりあ（ながなわ まりあ、1995年8月5日 - ）は、日本の女性声優。愛知県岡崎市出身。アイムエンタープライズ所属。

## 経歴
声優を目指したきっかけは中学校時代に禁煙を呼びかける運動に参加した際、道行く人がざわついていたり、クラスメイトにモノマネをされた時に、自分の声が普通ではないと知ったため。そして、ラジオで声優が話すのを聴いて、アニメキャラとのギャップをカッコいいと感じたためだと言う。そうして、日本ナレーション演技研究所に通い、基礎科に所属している際に進級審査と共に受けた関連会社オーディションに合格し、アイムエンタープライズの所属となった。

## 人物
方言は三河弁。
憧れの声優には大谷育江と釘宮理恵の名前を挙げている。また、事務所の同期である小澤亜李とは仲良しである。2016年時のインタビューで今後の目標として、マスコットキャラクターを演じてみたいと語っている。
寿司屋でアルバイトしていた事があり、職人達が寿司を握っている中、『へいらっしゃい!』と独特な声で接客するという強烈なエピソードトークを持っており、デビューしたばかりの桑原由気を震撼させた。
趣味は散歩。好きな食べ物はせんべい、スナック菓子、サーモン、お寿司のガリ。特技は三河弁。焼き鳥を3つ頼むとしたら、砂肝、ねぎまの塩、つくねと言っている。特に少年系のアニメが好きで、その中でも主人公が好きだという。
商業高校に通っていたことから銀行員も目指していた。

## 出演
太字はメインキャラクター。

### 劇場アニメ
- カラフル忍者いろまき（2016年、緑巻）
- LAIDBACKERS-レイドバッカーズ-（2019年、らん / ヴァルヴァラン[60]）
- 映画 この素晴らしい世界に祝福を!紅伝説（2019年、こめっこ[61]）
- 劇場版 ハイスクール・フリート（2020年、能村進愛[62]）
- 竜とそばかすの姫（2021年）
- BLOODY ESCAPE -地獄の逃走劇-（2024年、マルテース[63]）
- わんだふるぷりきゅあ!ざ・むーびー! ドキドキ♡ゲームの世界で大冒険!（2024年、犬飼こむぎ / キュアワンダフル[64]）
- 小林さんちのメイドラゴン さみしがりやの竜（2025年、カンナ[65]）
- 映画 キミとアイドルプリキュア♪ お待たせ!キミに届けるキラッキライブ!（犬飼こむぎ / キュアワンダフル[66]）

### OVA
- 小林さんちのメイドラゴン（2017年、カンナカムイ） - TV未放送エピソード第14話
- 小林さんちのメイドラゴンS（2022年、カンナカムイ） - 番外編

### Webアニメ
- モンスターストライク（2017年、大黒天〈女〉）
- ソードガイ The Animation（2018年、的場理恵[67]）
- バトルスピリッツ 赫盟のガレット / ミラージュ（2020年 - 2022年、スノウ・マクレイン[68][69]）- 2作品
- ミニドラ（2021年、カンナ）

### ゲーム
2014年
- 激突!ブレイク学園 （七曲かをり、鍋島そると、加賀美ハル、音無ホルン、三下犬子、土沙廻、猿麻小黄泉）
- 白猫プロジェクト（アピュト、ファーベル）
- 城姫クエスト（弘前城、吉田郡山城、飫肥城、佐賀城、多賀城）
- Tokyo 7th シスターズ（2014年 - 2019年、佐伯ヒナ）
- 猫耳さばいばー!（リッピ）
- 妖怪百姫たん!（乳鉢坊）
- ロボットガールズZ ONLINE（もりりん）

2015年
- ヴァリアントナイツ（ガーネット＝ノエル）
- Un:BIRTHDAYSONG〜愛を唄う死神〜（アイラ）
- 家電少女（ラム、ねいろ）
- クイズRPG 魔法使いと黒猫のウィズ（MIU☆MIU / ミユキ）
- 幻獣契約クリプトラクト（マニス）
- 黒蝶のサイケデリカ（ウサギ）
- STELLA GLOW（レナ）
- ダイスの神（トーラー、リンウェイ）
- ブレイブソード×ブレイズソウル（ノイズ）
- 嫁コレ（ティアミリス・グレ・フォルトーゼ）

2016年
- アルテイルクロニクル（スーミン）
- 御城プロジェクト:RE〜CASTLE DEFENSE〜（四稜郭）
- スターレット（チェルシー）
- デモンゲイズ2（センタウル）
- 天穹のアルクルス（アン）
- 灰鷹のサイケデリカ（ウサギ）
- 編隊少女 -フォーメーションガールズ-（ダリア・コズロフスカヤ）
- LINE 潜空のレコンキスタ（アメノウズメ）
- リーリヤのおともだち（リッピ）

2017年
- ららマジ（三嶋蒼）
- 消滅都市2（チヨ）
- オルタナティブガールズ（臼井未幸）
- アズールレーン（2017年 - 2022年、ラフィー） - 2作品
- 結城友奈は勇者である 花結いのきらめき（2017年 - 2022年、藤森水都）
- プリンセス・プリンシパル GAME OF MISSION（モニカ・ゴールディング）
- OCCULTIC;NINE（川畑千津）
- きららファンタジア（2017年 - 2021年、本田珠輝、千石冠、根岸まさ子）
- リディー&スールのアトリエ 〜不思議な絵画の錬金術士〜（リディー・マーレン）

2018年
- War Song（ドーラ）
- レイヤードストーリーズ ゼロ（ホワチョコリー、ミト）
- 世界一難しいギャルゲ アンナ編（アンナ）
- マギアレコード 魔法少女まどか☆マギカ外伝（2018年 - 2022年、相野みと）
- 23/7 トゥエンティ スリー セブン（ロビン・フッド 三女）
- ORDINAL STRATA -オーディナル ストラータ-（ユイナ）
- CARAVAN STORIES（マルマ）
- Caligula Overdose -カリギュラ オーバードーズ-（天本彩声）
- チョコットランド（エポカ）
- アビス・ホライズン（雷、ダイドー、リットリオ）
- 温泉むすめ ゆのはなこれくしょん（銀山小雪）
- ゴシックは魔法乙女（ラフィー）
- ブレイブソード×ブレイズソウル（エクス＝レプリカ）
- オンゲキ（珠洲島有栖）
- 共闘ことばRPG コトダマン（2018年 - 2024年、イーニャン、キラメキメラ、こめっこ）

2019年
- かんぱに☆ガールズ（血小板）
- Dragon Marked For Death（魔女typeB）
- ネルケと伝説の錬金術士たち 〜新たな大地のアトリエ〜（リディー・マーレン）
- アトリエオンライン 〜ブレセイルの錬金術士〜（リディー・マーレン）
- 蒼焔の艦隊（プリメーラ・ルナ・アヴィオン）
- チョコボの不思議なダンジョン エブリバディ!（ダンジョンヒーローX）
- プラチナ・トレイン（バラストちゃんたち）
- いつでも はたらく細胞（血小板）
- クラッシュフィーバー（血小板）
- ソフィアコネクタ（氷晶魔女シア）
- Ash Tale-風の大陸-（チュンチュン）
- Witch's Weapon -魔女兵器-（バルバロッサ）
- クダンノフォークロア（春夏冬小兎）
- アークザラッド R（ヴィオラ）
- ブラウンダスト（アナスタシア）
- 黒い砂漠（シャイ）
- アルテイルNEO（スーミン）
- THE KING OF FIGHTERS ALLSTAR（プリティー・チャン）
- ラストピリオド -終わりなき螺旋の物語-（ラビュリントス）
- ゴエティアクロス（血小板）
- けものフレンズ3（オグロヌー）
- 白き鋼鉄のX THE OUT OF GUNVOLT（マリア）
- ドラゴンクエストXI 過ぎ去りし時を求めて S（メガモリーヌ）
- アッシュアームズ-灰燼戦線-（III号戦車F型）
- ドラガリアロスト（ラトニー）
- うたわれるもの ロストフラグ（エムシリ）

2020年
- この素晴らしい世界に祝福を!ファンタスティックデイズ（こめっこ）
- ガール・カフェ・ガン（アニヤ）
- Shadowverse（2020年 - 2023年、マシンフォーチュンテラー、光の信仰者、鎮定の王・シャルルマーニュ）
- 戦姫ストライク（シノアメ）
- ルミア サガ-ちび萌え自由大冒険（主人公〈女〉）
- テイルズ オブ クレストリア（ソニア）
- グリザイア クロノスリベリオン（シャーロット）
- Wonderland Wars（珠洲島有栖）
- アークナイツ（ウィーディ）

2021年
- 逆転オセロニア（プロキオン、血小板）
- Re:ステージ!プリズムステップ（珠洲島有栖）
- 妖怪三国志 国盗りウォーズ（血小板）
- Epic Seven-エピックセブン-（シュー）
- デスティニーチャイルド（ケットシー）
- 白夜極光（ラファエル、エイミー）
- 終末のアーカーシャ（ハクシ）
- 英雄伝説 黎の軌跡（メア、ユメ）
- ラグナドール 妖しき皇帝と終焉の夜叉姫（枕返し）
- ブルーアーカイブ -Blue Archive-（2021年 - 2025年、柚鳥ナツ）
- ブレイブソード×ブレイズソウル（偽聖剣エクスカリバー≠ロスト）
- DEAD OR ALIVE Xtreme Venus Vacation（こはる）
- グランブルーファンタジー（2021年 - 2024年、ワムデュス〈ヒト〉）
- スターメロディー ユメミドリーマー（倉地鈴音）

2022年
- チョコボGP（レーシングヒーローＸ）
- ラストクラウディア（神徒メイリー）
- 小林さんちのメイドラゴン 炸裂!!ちょろゴン☆ブレス（カンナ）
- Fate/Grand Order（2022年 - 2023年、メアリー・アニング）
- 雀魂（ゆず）
- 英雄伝説 黎の軌跡 II -CRIMSON SiN-（メア）
- ドルフィンウェーブ（風見エレン）
- ドラえもん のび太の牧場物語 大自然の王国とみんなの家（メリー、カワウソ）
- ナツテツパズル（バラストちゃん）
- 東方スペルバブル（ルーミア）

2023年
- 勝利の女神:NIKKE（ビスケット）
- コードギアス 反逆のルルーシュ ロストストーリーズ（ライブラ〈ライラ・ラ・ブリタニア〉）
- ワールドダイスター 夢のステラリウム（新妻八恵）
- GINKA（海野ひまわり）
- 崩壊:スターレイル（フォフォ）
- レスレリアーナのアトリエ 〜忘れられた錬金術と極夜の解放者〜（2023年 - 2024年、リディー）
- 東方幻想エクリプス（河城にとり）
- ドラゴンクエストモンスターズ3 魔族の王子とエルフの旅（スラぷる）
- ファイアーエムブレム ヒーローズ（2023年 - 2025年、ラタトスク）
- 聖剣伝説 ECHOES of MANA（メリーさん）
- エーテルゲイザー（オネイロイ）

2024年
- ポケモンマスターズEX（2024年 - 2025年、ポピー）
- ウィッチ・アンド・リリィズ（アイリス）
- プリンセスコネクト!Re:Dive（ヴァイオレット）
- リバースブルー×リバースエンド（超越）
- 魔女のふろーらいふ（稚麻）
- 麻雀ファイトガール（ミツモト・ココア）

2025年
- 魔法少女まどか☆マギカ Magia Exedra（相野みと）

2026年
- anemoi（総羽愛乃）

### ドラマCD
- 乃木若葉は勇者である（2016年、藤森水都）
- 魔王の俺が奴隷エルフを嫁にしたんだが、どう愛でればいい? 第10巻特装版特典ドラマCD（2020年、フォル）
- 耳かき研究部!乃々編 〜鼓動も感じるドキドキ ASMR〜（2020年、春日野乃々[140]）
- ドラマCD「メイドラゴンたちの日常」（2021年、カンナ）
- 機動戦士ガンダム 水星の魔女 スペシャルドラマCD（2023年、ミスティ[141]） - Blu-ray特装限定版封入特典

### 吹き替え

#### 映画
- マイ・スパイ（2020年、ソフィ〈クロエ・コールマン〉）
- search/#サーチ2（2023年）
- ウーマン・トーキング 私たちの選択（2023年）
- エア・ロック 海底緊急避難所（2024年、ローザ〈グレース・ネトル〉[142]）

#### ドラマ
- MACGYVER/マクガイバー
- イカゲーム（2024年・2025年、パク・ナヨン）

#### アニメ
- ミラキュラス レディバグ&シャノワール（2018年、ティッキー[143]）
- ウッディーウッドペッカー（2018年、チリーウィリー）
- ラウド・ハウス（2021年、ローラ、リリー[144]）
- 攻略うぉんてっど!〜異世界救います!?〜（2023年、子ドラゴン）

### デジタルコミック
- 片想いミステイク!（2019年、日高つばさ[145]）
- 晴れ晴れ日和（2022年、天原ルイ[146][147]）
- さんしょく弁当（2022年、箱山小梅[148]）

### ラジオ
※はインターネット配信。
- 長縄まりあ HAPPY ぬ〜 LIFE!（2015年 - 2016年、ListenRadio※→超!A&G+※）[149]
- 小澤亜李・長縄まりあのおざなり（2015年 - 2020年、超!A&G+※・AG-ON Premium※）
- あにトレ!EX ラジオ燃焼系（2015年 - 2016年、超!A&G+※・ラジオ大阪※・ニコニコチャンネル※）[150]
- TVアニメ「ステラのまほう」SNS部の進捗どうですか?（2016年 - 2017年、音泉※）[151]
- C.P.United feat.奇異太郎少年の妖怪絵日記&バーナード嬢曰く。（2016年、ラジオ関西）[152]
- 小林さんちのイシュカン・ラジオ（2016年 - 2017年、音泉※）[153]
- 本渡楓・長縄まりあのガルラジ情報局（2019年、文化放送）[154]
- 長縄まりあのまりありうむ（2020年 - 、ニコニコ動画※・YouTube※）[155]

### テレビ番組
- 愉快なキャラたちがワイプで見守る話 シーズン1 味噌だけで10本いきます（2024年7月26日、8月2日、9月6日・13日、CBC） - 陵やまと役 (project758)[156]

### インターネットテレビ
※はインターネット配信。
- アニメ『六畳間の侵略者!?』ニコ生 超密着型番組!?ぎゅぎゅぎゅ放送!（2014年、ニコニコ生放送※）
- ちょぼらうにょぽみ劇場「不思議なソメラちゃん」ニコ生『なまそめら』（2015年 - 2016年、ニコニコ生放送※）[157]
- ちょぼらうにょぽみ劇場「不思議なソメラちゃん」ニコ生『延長なまそめら』（2016年[158][159]、ニコニコ生放送※）
- ちょぼらうにょぽみ劇場「不思議なソメラちゃん」公開「なまそめら」生中継（2016年[160]、ニコニコ生放送※）
- 長縄まりあの未来のこべや（2016年 - 、ニコニコ生放送※）[161][162]
- まりあ・ますみの「こじゃれてないよ!!」（2018年  、SHOWROOM※）[163]
- 声優と夜あそび（2025年 - 、ABEMA※）

### 映像商品
- 温泉むすめ 3rd LIVE “NOW ON☆SENSATION!! Vol.3”〜ワイワイワッチョイナ!!〜（2018年12月）[164]

### その他コンテンツ
- project758（陵やまと[165]）
- Let's天才てれびくん（愛知どちゃもん ふぃろそふぃあ[166]）
- メディアミックスプロジェクト『温泉むすめ』（銀山小雪）
- グッドモーニング・コール　シーズン2　エピソード2
- ガールズラジオデイズ（手取川海瑠 [167]）
- バンめし♪（2020年、小野崎凛桜 / さくら）
- 薬屋のひとりごと 第10巻PV（2021年、ナレーション[168][169]）
- 異世界チート魔術師 第14巻PV（2021年、ナレーション[170][171]）
- ステータス・オール∞ 第3巻PV（2021年、ナレーション[172][173]）
- 落ちこぼれ竜騎士、神竜少女に一目惚れされる 第3巻PV（2021年、ナレーション[174][175]）
- 異世界チート魔術師 第15巻PV（2021年、ナレーション[176][177]）
- 『人外教室の人間嫌い教師』2巻発売&コミカライズ開始のお知らせ ミニドラマPV（2022年、右左美彗[178]）
- 長縄まりあ×赤尾ひかるのウチワアソビ（2022年3月30日・31日（BSテレ東）・4月1日（AT-X））[179][180][181]
- わんだふるぷりきゅあ! ドリームステージ♪（2024年7月 - 2025年3月予定、犬飼こむぎ / キュアワンダフル[182]）
- キミとアイドルプリキュア♪ ドリームステージ♪（2025年7月 - 2026年3月予定、犬飼こむぎ / キュアワンダフル[183]）

## ディスコグラフィ

### キャラクターソング
| 発売日         | 商品名                                                                                              | 歌 | 楽曲 | 備考                                                                         |
| -------------- | --------------------------------------------------------------------------------------------------- | --- | --- | ---------------------------------------------------------------------------- |
| 2014年7月30日  | 好感Win-Win無条件                                                                                   | ハート♡インベーダー | 「好感Win-Win無条件」 「大切リスト。」                                                                                                 | テレビアニメ『六畳間の侵略者!?』オープニングテーマ                           |
| 2014年8月6日   | 1000%憑いていきたい                                                                                 | ハート♡インベーダー | 「明日天気にな〜れ☆」 | テレビアニメ『六畳間の侵略者!?』関連曲                                       |
| 2014年8月13日  | 魔法少女シンドローム                                                                                | ハート♡インベーダー | 「砂浜TEMPTATION」 | テレビアニメ『六畳間の侵略者!?』関連曲                                       |
| 2014年8月20日  | 蝶台風 〜バタフライタイフーン〜                                                                     | ハート♡インベーダー | 「僕らの風」 | テレビアニメ『六畳間の侵略者!?』関連曲                                       |
| 2014年8月27日  | 銀河皇国狂想曲                                                                                      | ティアミリス・グレ・フォルトーゼ（長縄まりあ） | 「銀河皇国狂想曲」 | テレビアニメ『六畳間の侵略者!?』関連曲                                       |
| 2014年8月27日  | 銀河皇国狂想曲                                                                                      | ハート♡インベーダー | 「MEMORIES」 | テレビアニメ『六畳間の侵略者!?』関連曲                                       |
| 2014年11月26日 | 六畳間の侵略者!? BD・DVD第3巻特典CD                                                                 | ティアミリス・グレ・フォルトーゼ（長縄まりあ） | 「ELECTRIC PARTY」 | テレビアニメ『六畳間の侵略者!?』関連曲                                       |
| 2014年12月3日  | 大切リスト。                                                                                        | ハート♡インベーダー | 「ハピハピdays」 | テレビアニメ『六畳間の侵略者!?』関連曲                                       |
| 2015年5月20日  | H-A-J-I-M-A-L-B-U-M-!                                                                               | 4U | 「ワタシ・愛・forU!!」 「Hello...my friend」                                                                                           | ゲーム『Tokyo 7th シスターズ』関連曲                                         |
| 2015年10月28日 | -Zero/TREAT OR TREAT?                                                                               | 4U | 「TREAT OR TREAT?」 | ゲーム『Tokyo 7th シスターズ』関連曲                                         |
| 2015年11月21日 | プリズムMAX 〜平成維新フルHDリマスター版〜                                                          | 野乃本ソメラ（仲谷明香）、野乃本ククル（本渡楓）、天童雫（桃河りか）、松嶋あい（長縄まりあ） | 「プリズムMAX 〜平成維新フルHDリマスター版〜」                                                                                         | テレビアニメ『不思議なソメラちゃん』オープニングテーマ                       |
| 2015年11月21日 | プリズムMAX 〜平成維新フルHDリマスター版〜                                                          | 野乃本ソメラ（仲谷明香）、野乃本ククル（本渡楓）、天童雫（桃河りか）、松嶋あい（長縄まりあ） | 「ソメラ色デイズ」 | テレビアニメ『不思議なソメラちゃん』関連曲                                   |
| 2015年11月25日 | ばいたる☆エクササイズ                                                                               | 星あさみ（伊藤美来）、樋口えり（和氣あず未）、早乙女静乃（小牧未侑）、橘紫苑（長縄まりあ）、平岡優（高尾奏音） | 「ばいたる☆エクササイズ」 「あにトレケイデンス」                                                                                       | テレビアニメ『あにトレ！EX』主題歌                                           |
| 2016年2月3日   | 不思議なソメラさんトラ                                                                              | 松嶋あい（長縄まりあ） | 「松嶋ダンス曲② [頭文字M]」 | テレビアニメ『不思議なソメラちゃん』関連曲                                   |
| 2016年11月16日 | Cheer for you♪♬🎶                                                                                   | 星あさみ（伊藤美来）、樋口えり（和氣あず未）、早乙女静乃（小牧未侑）、橘紫苑（長縄まりあ）、平岡優（高尾奏音）、出海さくら（鈴木絵理） | 「Cheer for you♪♬🎶」 | テレビアニメ『あにトレ！XX 〜ひとつ屋根の下で〜』オープニングテーマ          |
| 2016年11月16日 | Cheer for you♪♬🎶                                                                                   | 星あさみ（伊藤美来）、樋口えり（和氣あず未）、早乙女静乃（小牧未侑）、橘紫苑（長縄まりあ）、平岡優（高尾奏音）、出海さくら（鈴木絵理） | 「あにトレケイデンス〜2周目〜」 | テレビアニメ『あにトレ！XX 〜ひとつ屋根の下で〜』関連曲                      |
| 2016年12月7日  | Winning Day/Lucky☆Lucky                                                                             | 4U | 「Lucky☆Lucky」 | ゲーム『Tokyo 7th シスターズ』関連曲                                         |
| 2016年12月21日 | ステラのまほう オリジナルサウンドトラック                                                           | たまき（長縄まりあ）とゆみね（前川涼子） | 「ヨナカジカル」 | テレビアニメ『ステラのまほう』エンディングテーマ                             |
| 2016年12月21日 | ステラのまほう キャラクターソングCD1                                                                | たまき（長縄まりあ）とゆみね（前川涼子） | 「YOKUBARI WARS!!」 | テレビアニメ『ステラのまほう』関連曲                                         |
| 2017年2月8日   | イシュカン・コミュニケーション                                                                      | ちょろゴンず | 「イシュカン・コミュニケーション」 | テレビアニメ『小林さんちのメイドラゴン』エンディングテーマ                   |
| 2017年2月8日   | イシュカン・コミュニケーション                                                                      | ちょろゴンず | 「A DAY IN THE DRAGON'S LIFE」 | テレビアニメ『小林さんちのメイドラゴン』関連曲                               |
| 2017年3月15日  | 小林さんちのメイ曲集                                                                                | カンナ（長縄まりあ） | 「迷子のかいじゅう」 | テレビアニメ『小林さんちのメイドラゴン』関連曲                               |
| 2017年3月15日  | 小林さんちのメイ曲集                                                                                | トール（桑原由気）、カンナ（長縄まりあ） | 「おうちかえろ」 | テレビアニメ『小林さんちのメイドラゴン』関連曲                               |
| 2017年10月4日  | LUSH STAR☆                                                                                          | LUSH STAR☆ | 「LUSH STAR☆」 「恋と名付けたもの」 | 『温泉むすめ』関連曲                                                         |
| 2017年11月29日 | The Present“4U”                                                                                     | 4U | 「メロディーフラッグ」 「Crazy Girl's Beat」 「ROCKな☆アタシ」 「青空Emotion」 「パフェ・デ・ラブソング」 「プレゼント・フォー・ユー」 | ゲーム『Tokyo 7th シスターズ』関連曲                                         |
| 2018年1月24日  | ne! ne! ne!                                                                                         | STARTails☆ | 「ne! ne! ne!」 | テレビアニメ『スロウスタート』オープニングテーマ                             |
| 2018年1月24日  | ne! ne! ne!                                                                                         | STARTails☆ | 「夕焼けといっしょに」 | テレビアニメ『スロウスタート』エンディングテーマ                             |
| 2018年3月7日   | 永遠にシンデレラメイト                                                                              | ツブ★ドル | 「永遠にシンデレラメイト」 | OVA『ツブ★ドル』関連曲                                                       |
| 2018年3月14日  | スロウスタート キャラクターソングアルバム「Step by Step」                                           | 千石冠（長縄まりあ） | 「ほんわかびより」 | テレビアニメ『スロウスタート』関連曲                                         |
| 2018年4月25日  | スロウスタート BD・DVD第2巻特典CD                                                                   | 十倉栄依子（嶺内ともみ）、千石冠（長縄まりあ） | 「マリンバリンバ」 | テレビアニメ『スロウスタート』関連曲                                         |
| 2018年6月20日  | Cuteen                                                                                              | 桜台ひなの（咲々木瞳）、藤野ちえ（小林可奈）、小倉ひかり（立花芽恵夢）、小田相ゆず（長縄まりあ） | 「Cuteen」 | OVA『ツブ★ドル』関連曲                                                       |
| 2018年8月22日  | ミッション！健・康・第・イチ                                                                        | 血小板（長縄まりあ）、マクロファージ（井上喜久子） | 「先生あのね」 | テレビアニメ『はたらく細胞』関連曲                                           |
| 2018年8月29日  | スロウスタート BD・DVD第6巻特典CD                                                                   | STARTails☆ | 「明日もきっと」 | テレビアニメ『スロウスタート』関連曲                                         |
| 2019年4月3日   | 劇場オリジナルアニメ『LAIDBACKERS-レイドバッカーズ-』キャラクターソングアルバム                     | らん / ヴァルヴァラン（長縄まりあ） | 「リジェネレイト」 | 劇場アニメ『LAIDBACKERS-レイドバッカーズ-』関連曲                            |
| 2019年8月21日  | ONGEKI Vocal Collection 05                                                                          | R.B.P. | 「Y.Y.Y.計画!!!!」 | ゲーム『オンゲキ』関連曲                                                     |
| 2019年8月21日  | ONGEKI Vocal Collection 05                                                                          | 珠洲島有栖（長縄まりあ） | 「どうぶつ☆パラダイス」 「Y.Y.Y.計画!!!!」                                                                                             | ゲーム『オンゲキ』関連曲                                                     |
| 2019年10月9日  | TVアニメーション『アズールレーン』キャラクターソングシングル Vol.2 ラフィー                         | ラフィー（長縄まりあ） | 「スリーピング・ワンダーランド」 「悠久のカタルシス」                                                                                  | テレビアニメ『アズールレーン』関連曲                                         |
| 2019年12月28日 | アズールレーン キャラクターソング Vol.2                                                             | ジャベリン（山根希美）、綾波（大地葉）、ラフィー（長縄まりあ）、Z23（阿部里果） | 「WISHNESS」 | ゲーム『アズールレーン』主題歌                                               |
| 2020年3月4日   | LOVE AND DEVIL/アイノシズク                                                                         | 4U | 「LOVE AND DEVIL」 | ゲーム『Tokyo 7th シスターズ』関連曲                                         |
| 2020年6月24日  | BNA ビー・エヌ・エー Complete album                                                                 | 日渡なずな（長縄まりあ） | 「Wish」 「NIGHT RUNNING feat.Deesse louve」                                                                                           | テレビアニメ『BNA ビー・エヌ・エー』挿入歌                                   |
| 2020年6月24日  | ONGEKI Vocal Party 01                                                                               | 珠洲島有栖（長縄まりあ） | 「ぱくぱく☆がーる」 | ゲーム『オンゲキ』関連曲                                                     |
| 2020年9月16日  | バンめし♪ ふるさとグランプリ ROUND2 〜夏の陣〜                                                      | 夜叉姫神楽［さくら（長縄まりあ）］ | 「花は折りたし梢は高し」 | 『バンめし♪』関連曲                                                          |
| 2021年1月13日  | GO!GO!細胞フェスタ                                                                                  | 血小板（長縄まりあ）、血小板（うしろまえちゃん）（石見舞菜香） | 「ばんばん！ばばーん！」 | テレビアニメ『はたらく細胞!!』挿入歌                                         |
| 2021年2月24日  | ONGEKI Vocal Party 03                                                                               | 三角葵（春野杏）、桜井春菜（近藤玲奈）、珠洲島有栖（長縄まりあ） | 「YAMINABE☆PANIC〜ご馳走詰め込みフルコース〜」                                                                                         | ゲーム『オンゲキ』関連曲                                                     |
| 2021年2月24日  | ONGEKI Vocal Party 03                                                                               | 珠洲島有栖（長縄まりあ） | 「YAMINABE☆PANIC〜ご馳走詰め込みフルコース〜」                                                                                         | ゲーム『オンゲキ』関連曲                                                     |
| 2021年4月28日  | ONGEKI Vocal Party 04                                                                               | R.B.P. | 「Ruler Count, Zero」 | ゲーム『オンゲキ』関連曲                                                     |
| 2021年4月28日  | ONGEKI Vocal Party 04                                                                               | 珠洲島有栖（長縄まりあ） | 「Ruler Count, Zero」 | ゲーム『オンゲキ』関連曲                                                     |
| 2021年6月30日  | ONGEKI Sound Collection 05 STARRED HEART                                                            | 星咲あかり（赤尾ひかる）、結城莉玖（朝日奈丸佳）、九條楓（佳村はるか）、珠洲島有栖（長縄まりあ）、東雲つむぎ（和泉風花） | 「STARRED HEART」 | ゲーム『オンゲキ』関連曲                                                     |
| 2021年6月30日  | ONGEKI Sound Collection 05 STARRED HEART                                                            | 珠洲島有栖（長縄まりあ） | 「STARRED HEART」 | ゲーム『オンゲキ』関連曲                                                     |
| 2021年7月14日  | めいど・うぃず・どらごんず︎♥                                                                         | スーパーちょろゴンず | 「めいど・うぃず・どらごんず︎♥」 | テレビアニメ『小林さんちのメイドラゴンS』エンディングテーマ                  |
| 2021年7月14日  | めいど・うぃず・どらごんず︎♥                                                                         | スーパーちょろゴンず | 「愛のシュプリーム！」 | テレビアニメ『小林さんちのメイドラゴンS』関連曲                              |
| 2021年9月22日  | メイドラゴンたちの日常                                                                              | スーパーちょろゴンず | 「THE DRAGON KING」 | テレビアニメ『小林さんちのメイドラゴンS』関連曲                              |
| 2021年9月22日  | L・O・V・E                                                                                          | スーパーちょろゴンず | 「青空のラプソディ」 | テレビアニメ『小林さんちのメイドラゴンS』関連曲                              |
| 2021年9月22日  | L・O・V・E                                                                                          | カンナ（長縄まりあ）、才川リコ（加藤英美里） | 「うぃすぱー・うぃずゆー」 | テレビアニメ『小林さんちのメイドラゴンS』関連曲                              |
| 2021年9月22日  | L・O・V・E                                                                                          | カンナ（長縄まりあ）、エルマ（高田憂希） | 「ピースフルデイズ」 | テレビアニメ『小林さんちのメイドラゴンS』関連曲                              |
| 2021年9月22日  | L・O・V・E                                                                                          | カンナ（長縄まりあ） | 「めいど・うぃず・どらごんず︎♥」 | テレビアニメ『小林さんちのメイドラゴンS』関連曲                              |
| 2021年10月6日  | Alternative Girls Best Memorial Collection                                                          | 臼井未幸（長縄まりあ） | 「心の体温計」 | ゲーム『オルタナティブガールズ』関連曲                                       |
| 2022年7月6日   | くノ一ツバキの胸の内 あかね組音楽集                                                                 | ヒナギク（高野麻里佳）、キブシ（長縄まりあ）、オニユリ（大地葉） | 「あかね組活動日誌 〜午班〜」 | テレビアニメ『くノ一ツバキの胸の内』エンディングテーマ                       |
| 2022年7月6日   | くノ一ツバキの胸の内 あかね組音楽集                                                                 | あかね組ねうしとらうたつみうまひつじさるとりいぬい | 「あかね組活動日誌 〜ねうしとらうたつみうまひつじさるとりいぬい大集合！〜」                                                            | テレビアニメ『くノ一ツバキの胸の内』エンディングテーマ                       |
| 2022年7月12日  | Daze forU!!/Funny☆Clutch                                                                            | 4U | 「Daze forU!!」 「Funny☆Clutch」 | ゲーム『Tokyo 7th シスターズ』関連曲                                         |
| 2023年5月24日  | ワナビスタ！/トゥ・オブ・アス                                                                       | 鳳ここな（石見舞菜香）、静香（長谷川育美）、カトリナ・グリーベル（天城サリー）、新妻八恵（長縄まりあ）、柳場ぱんだ（大空直美）、流石知冴（佐々木李子） | 「ワナビスタ！」 | テレビアニメ『ワールドダイスター』オープニングテーマ                         |
| 2023年6月28日  | TVアニメ『ワールドダイスター』劇中歌アルバム                                                        | 鳳ここな（石見舞菜香）、新妻八恵（長縄まりあ） | 「New Nostalgic Friend」 「Masquerade」                                                                                                | テレビアニメ『ワールドダイスター』挿入歌                                     |
| 2023年6月28日  | TVアニメ『ワールドダイスター』劇中歌アルバム                                                        | 新妻八恵（長縄まりあ） | 「魔法のラストノート」 「Etoile」 「Farewell song」                                                                                    | テレビアニメ『ワールドダイスター』挿入歌                                     |
| 2023年6月28日  | TVアニメ『ワールドダイスター』オリジナルサウンドトラック                                            | 新妻八恵（長縄まりあ） | 「夢見月夜（TV size）」 | テレビアニメ『ワールドダイスター』挿入歌                                     |
| 2023年11月13日 | 夢のステラリウム                                                                                    | 鳳ここな（石見舞菜香）、静香（長谷川育美）、カトリナ・グリーベル（天城サリー）、新妻八恵（長縄まりあ）、柳場ぱんだ（大空直美）、流石知冴（佐々木李子）、千寿暦（鳥部万里子）、ラモーナ・ウォルフ（田中美海）、王雪（花井美春）、リリヤ・クルトベイ（安齋由香里）、与那国緋花里（下地紫野）、千寿いろは（岡咲美保）、白丸美兎（近藤玲奈）、阿岐留カミラ（若井友希）、猫足蕾（芹澤優）、本巣叶羽（赤尾ひかる）、連尺野初魅（葵井歌菜）、烏森大黒（Lynn）、舎人仁花子（斉藤朱夏）、萬容（山村響）、筆島しぐれ（吉岡麻耶） | 「夢のステラリウム」 | ゲーム『ワールドダイスター 夢のステラリウム』関連曲                          |
| 2023年12月27日 | 大大大大大好きな君へ♡                                                                               | 花園羽香里（本渡楓）、院田唐音（富田美憂）、好本静（長縄まりあ）、栄逢凪乃（瀬戸麻沙美）、薬膳楠莉（朝井彩加） | 「大大大大大好きな君へ♡」 | テレビアニメ『君のことが大大大大大好きな100人の彼女』オープニングテーマ      |
| 2023年12月27日 | 大大大大大好きな君へ♡                                                                               | 好本静（長縄まりあ） | 「大大大大大好きな君へ♡」 | テレビアニメ『君のことが大大大大大好きな100人の彼女』関連曲                  |
| 2024年1月24日  | The Six Dragons' Mini Album 〜GRANBLUE FANTASY〜                                                    | ワムデュス（長縄まりあ）、イーウィヤ（引坂理絵）、ル・オー（佐藤拓也） | 「Live The Distorted world」 「Absolute Deity」                                                                                        | ゲーム『グランブルーファンタジー』関連曲                                     |
| 2024年2月23日  | パジャマパーティーズのうた                                                                          | パジャマパーティーズ | 「パジャマパーティーズのうた」 | テレビアニメ『ちいかわ』エンディングテーマ                                   |
| 2024年4月24日  | ゲームアプリ『ワールドダイスター 夢のステラリウム』VocalAlbum Vol.3「デアエ・エクス・マキナ！」     | 新妻八恵（長縄まりあ）、筆島しぐれ（吉岡麻耶）、本巣叶羽（赤尾ひかる） | 「トゥインクル・トゥインクル・スクールデイズ！」                                                                                       | ゲーム『ワールドダイスター 夢のステラリウム』関連曲                          |
| 2024年6月26日  | ゲームアプリ『ワールドダイスター 夢のステラリウム』VocalAlbum Vol.4「シリウスの輝きのように」       | 鳳ここな（石見舞菜香）、静香（長谷川育美）、カトリナ・グリーベル（天城サリー）、新妻八恵（長縄まりあ）、柳場ぱんだ（大空直美）、流石知冴（佐々木李子） | 「シリウスの輝きのように」 「夢のステラリウム」                                                                                        | ゲーム『ワールドダイスター 夢のステラリウム』関連曲                          |
| 2024年6月26日  | ゲームアプリ『ワールドダイスター 夢のステラリウム』VocalAlbum Vol.4「シリウスの輝きのように」       | 新妻八恵（長縄まりあ） | 「パーティー・ジョーク・シンデレラ」                                                                                                   | ゲーム『ワールドダイスター 夢のステラリウム』関連曲                          |
| 2024年7月22日  | ブルーアーカイブ 青春あんさんぶる Vol.6「放課後スイーツ部」                                         | 放課後スイーツ部 | 「パフェダイアリーズ」 | ゲーム『ブルーアーカイブ -Blue Archive-』関連曲                              |
| 2024年7月24日  | 『わんだふるぷりきゅあ!』ボーカルアルバム ～We are わんだふる!!!!～                                 | 犬飼こむぎ（長縄まりあ） | 「わんだふる♡わお」 | テレビアニメ『わんだふるぷりきゅあ!』関連曲                                  |
| 2024年7月24日  | 『わんだふるぷりきゅあ!』ボーカルアルバム ～We are わんだふる!!!!～                                 | 犬飼こむぎ（長縄まりあ）、犬飼いろは（種﨑敦美）、猫屋敷ユキ（松田颯水）、猫屋敷まゆ（上田麗奈） | 「Hello・Bow・Mew ～We are わんだふる!!!!～」                                                                                          | テレビアニメ『わんだふるぷりきゅあ!』関連曲                                  |
| 2024年8月21日  | しあわせえぼりゅ～しょん♡ 〜こむぎ&いろはVer.〜 / しあわせえぼりゅ～しょん♡ 〜ユキ&まゆVer.〜       | 吉武千颯 with わんだふるぷりきゅあ! | 「わんだふるぷりきゅあ！evolution!! with Wonderful Precure！ Ver.」                                                                    | テレビアニメ『わんだふるぷりきゅあ!』関連曲                                  |
| 2024年8月31日  | アイシング・ドリーム                                                                                | 西館ハク（CV.佐藤実季）、珠洲島有栖（CV.長縄まりあ） | 「アイシング・ドリーム」 | 『Re:ステージ！』『オンゲキ』関連曲                                          |
| 2024年8月31日  | アイシング・ドリーム                                                                                | 珠洲島有栖（長縄まりあ） | 「アイシング・ドリーム -珠洲島有栖ソロver.-」                                                                                          | 『Re:ステージ！』『オンゲキ』関連曲                                          |
| 2025年1月26日  | Worlds Dye Star                                                                                     | シリウス、銀河座、Eden、劇団電姫 | 「Worlds Dye Star」 | ゲーム『ワールドダイスター 夢のステラリウム』関連曲                          |
| 2025年2月5日   | ありがと、大好きになってくれて                                                                      | 恋太郎ファミリー | 「ありがと、大好きになってくれて」 | テレビアニメ『君のことが大大大大大好きな100人の彼女』第2期オープニングテーマ |
| 2025年3月5日   | ゲームアプリ『ワールドダイスター 夢のステラリウム』VocalAlbum Vol.5「シリウスの輝きのように Act-2」 | 新妻八恵（長縄まりあ） | 「Singin' little blue bird」 「MY FIRST ACT！」                                                                                        | ゲーム『ワールドダイスター 夢のステラリウム』関連曲                          |
| 2025年3月5日   | ゲームアプリ『ワールドダイスター 夢のステラリウム』VocalAlbum Vol.5「シリウスの輝きのように Act-2」 | カトリナ・グリーベル（天城サリー）、新妻八恵（長縄まりあ） | 「絶対！ニーデリッヒ宣言♡」 | ゲーム『ワールドダイスター 夢のステラリウム』関連曲                          |
| 2025年3月5日   | ゲームアプリ『ワールドダイスター 夢のステラリウム』VocalAlbum Vol.5「シリウスの輝きのように Act-2」 | 鳳ここな（石見舞菜香）、静香（長谷川育美）、カトリナ・グリーベル（天城サリー）、新妻八恵（長縄まりあ）、柳場ぱんだ（大空直美）、流石知冴（佐々木李子） | 「Worlds Dye Star」 | ゲーム『ワールドダイスター 夢のステラリウム』関連曲                          |
| 2025年3月19日  | 恋太郎ファミリー歌謡祭                                                                              | 好本静（長縄まりあ） | 「ずっと、ぎゅっと」 | テレビアニメ『君のことが大大大大大好きな100人の彼女』第2期挿入歌             |
| 2025年6月27日  | 映画『小林さんちのメイドラゴン さみしがりやの竜』全曲集                                             | カンナ（長縄まりあ） | 「僕たちの日々（カンナver.）」 | 劇場アニメ『小林さんちのメイドラゴン さみしがりやの竜』関連曲                |

### その他参加楽曲
| 発売日       | 商品名                               | 歌                                                         | 楽曲                       | 備考                                               |
| ------------ | ------------------------------------ | ---------------------------------------------------------- | -------------------------- | -------------------------------------------------- |
| 2015年6月3日 | Nu-up!                               | 長縄まりあ                                                 | 「Nu-up!」                 | 『長縄まりあ HAPPY ぬ〜LIFE！』テーマソング        |
| 2020年2月4日 | Z/X Code reunion Blu-ray BOX1 特典CD | 水瀬いのり、長縄まりあ                                     | 「ガール・ミーツ・ガール」 | テレビアニメ『Z/X Code reunion』エンディングテーマ |
| 2020年4月2日 | Z/X Code reunion Blu-ray BOX2 特典CD | 小倉唯、内田彩、水瀬いのり、長縄まりあ、鈴木愛奈、富田美憂 | 「ガール・ミーツ・ガール」 | テレビアニメ『Z/X Code reunion』エンディングテーマ |